# Karl Eska
Karl Eska, Pseudonym für Kurt Stein (* 27. November 1905 in Bielitz, Oberschlesien, Österreich-Ungarn; † 13. August 1985 in New York City), war ein österreichisch-US-amerikanischer Schriftsteller und Journalist.

## Leben
Karl Eska wurde 1905 als Kurt Stein im oberschlesischen Bielitz in eine deutschsprachige, jüdische Familie hineingeboren. Er besuchte deutsche Schulen in Bielitz. Später studierte er Chemie an der Technischen Hochschule Prag und erwarb sich einen Doktortitel. Bereits während seines Studiums schrieb er literarische Texte. Er fand danach eine Anstellung als Industrietechniker in einer Fabrik in Bielitz. 1939 flüchtete er vor den Nationalsozialisten nach Lemberg, wurde jedoch 1940 von den Russen nach Turkmenistan deportiert. Er lebte dort mit seiner Frau in relativer Freiheit und konnte nach dem Krieg nach Deutschland ausreisen. 1946 emigrierte er in die USA. Von 1948 bis 1952 war er Leiter des außenpolitischen Ressorts der Neuen Zeitung. Seit 1952 lebte er in New York City und arbeitete unter anderem als Redaktor für das American Petroleum Institute. Er nahm die amerikanische Staatsbürgerschaft an. Er publizierte Beiträge in deutschen und österreichischen Literaturzeitschriften und veröffentlichte seine beiden Romane Fünf Jahreszeiten (1952) und Der Kreidestrich (1960). Für letzteren erhielt er 1961 den Charles-Veillon-Preis zugesprochen.

## Werk
In seinem Roman Fünf Jahreszeiten beschreibt Eska das Leben in Turkmenistan unter der Sowjetherrschaft. Der Titel bezeichnet die Hungersnot, die das Versagen des Systems schicksalhaft wie eine natürliche Jahreszeit über die Menschen bringt. Der Roman erzählt, wie die junge Ana, zunächst fanatische Anhängerin des Kommunismus, die Lügen des Regimes zu durchschauen beginnt. Der Roman wurde als Hörspiel vertont und 1953 ausgestrahlt.
Der Roman Der Kreidestrich erzählt von einem jüdischen Flüchtling, der noch vor Kriegsausbruch mit zwölf Jahren zusammen mit Verwandten nach New York kommt, jedoch seine Mutter in Europa zurücklassen muss. Nach dem Krieg kehrt er nach Europa zurück und macht sich auf die Suche nach Spuren der verlorenen Mutter, deren Leben er Schritt für Schritt rekonstruiert.

## Veröffentlichungen
- Fünf Jahreszeiten. Roman. Steingrüben Verlag, Stuttgart 1952.
- Der Kreidestrich. Roman. Grote, Rastatt 1960.

## Auszeichnungen
- 1961: Charles-Veillon-Preis für Der Kreidestrich